# Phumosia waterloti
Phumosia waterloti är en tvåvingeart som först beskrevs av Seguy 1926.  Phumosia waterloti ingår i släktet Phumosia och familjen spyflugor.
Artens utbredningsområde är Madagaskar. Inga underarter finns listade i Catalogue of Life.